# Agymosás (regény)
Az Agymosás Robin Cook hetedik, 1985-ben eredetileg angolul írt regénye, mely a magzattanról, az abortuszról szól.

## Főbb szereplők
- Adam Schonberg – harmadéves orvostanhallgató
- Dr. Clark Vandermer – nőgyógyász, Nőgyógyászati Munkaközösség tagja
- Dr. Lawrence Foley – nőgyógyász a Julian klinikán
- Cheryl Tedesco – Jennifer barátnője, táncos a Jason Conrad Táncszínháznál
- Percy Harmon – Arolen-ügynök
- Jennifer Carson – Adam felesége, táncos
- Alan Jackson – Kaliforniai egyetemen ortopéd orvos
- Dr. Heinrich Nachman – Arolen gyógyszergyár alkalmazottja; a Puerto Ricó-i kutatási központ vezetője
- Dr. Sinclair Glover – magzatkutatást irányítja, Arolen alkalmazott
- Dr. Winfield Mitchell – pszichotróp gyógyszerek készítése, pszichiáter
- Dr. David Schonberg – Élelem és Gyógyszerellenőrző Hivatalban dolgozik, Adam édesapja

## Történet
|  | Alább a cselekmény részletei következnek! |

Adam a közeledő beszédére gyakorol, míg Jennifer egyre jobban idegeskedik esetleges terhességétől. Huszonhárom évesen, nagy táncos jövővel, és nem megfelelő anyagi háttérrel nem szívesen vállalna gyereket. Azonban mégis úgy dönt, meglátogatja dr. Vandermer, a nőgyógyászát, hogy megbizonyosodjon. Sejtése beigazolódott, egyértelműen terhes. A nő nagyon fél attól, hogy alig pár hetesen meghalt testvére betegsége örökletes, és talán a gyermeke is megkaphatja.
A nagy bejelentés nem úgy sikeredett, mint képzelte, bár minden elő volt készítve: csodás vacsora, csini ruha, kellemes hangulat. Viszont a hír áramütésként érte Adamot. Jól tudta, jelen helyzetben nem vállalhatnak gyereket, hisz így is Jennifer munkájából élnek. Mi lesz, ha a munkáját hanyagolva, nem lesz miből eltartaniuk a gyermeket? Jennifer felveti, talán beszélnie kéne a nem túl jó kapcsolatban lévő édesapjával, hátha tud segíteni. A férfi idegesen elutasítva, mondván, ő lenne az utolsó, akitől ilyet kérne.
Dr. Lawrence Foley igencsak szétszórttá és különössé válik. Alig tért vissza a Fjord hajóútról, mintha teljesen kicserélték volna. Otthoni kis vita után, a férfi bedühödik és megöli feleségét, majd magával is végez.
David, Adam testvére Vietnamban halt meg, amikor a fiú tizenöt volt. A család azóta sem heverte ki a történteket, főleg édesapja. Emiatt nem volt soha jó kapcsolata vele, de mégis elmegy hozzá, hogy segítséget kérjen. Azonban, mint legbelül tudta, apja egy árva fityinget sem kíván adni fiának.
Jennifer, azon törve fejét, miképp mondja el Jasonnek, hogy terhes és valószínűleg ott kell hagynia a Tánc színházat, nem volt egyedül. Barátnői közül Cheryl is terhes, ezért Jennifer megígéri (mivel a lány barátja otthagyta és most társaságra van szüksége), hogy elkíséri az abortuszra.
A nem várt dolog ekkor jön, a lányon váratlanul az éren belüli véralvadás tünetei jelentkeztek, és még a baba elvételével sem tudták megmenteni. Jennifert sokkolják a történtek, de mégsem tesz le arról, ha esetleg abortuszra kerülne sor, akkor a Juan klinikán végeztesse el.
Adam otthagyva az egyetemet, úgy dönt, egy nagyobb jövedelmű állást kell találnia. Jól tudja, a mai világban a gyógyszer gyárak alkalmazottai elég nagy summát kapnak, így felkeresi az Arolen gyárat. Ott Clarence McGuire fogadja. A férfi nagyon megfelelőnek találja Adamat az állásra, rögtön megkedveli nyíltsága, és modora. Később Adam a piackutatással foglalkozó alelnökkel is beszél, aki ugyanolyan véleménnyel van Adamről, mint Clarence. Bill Shelly azt is felveti, hogy elvégezhetné a vezetői tanfolyamot, amit Puerto Ricóban lévő központban tartanak, azonban egyelőre Adam nemet mondd, a két férfi elkeseredésére.
Az előlegből, amit Adam kapott, vesz egy csodás ruhát feleségének, de Jennifert borzalmas állapotban találja otthon. A nő sírva közli vele, hogy barátnője meghalt.
Pár nappal később Adam találkozik Percy Harmonnel, aki bevezeti az Arolen ügynökök világába. Nem kell mást tenni, csak a valószínű mellékhatásokkal igen dúsított gyógyszereket rátukmálni az orvosokra. Megtudja, hogy egy bizonyos nevű Pregdolen segít e terhes nőknek a reggeli rosszullétek csillapításakor. El akar kérni egy adagot Percytől, de a férfi figyelmezteti, nem olyan nagy hatású, ráadásul mérgező hatású, mindez pedig felkelti Adam gyanúját. Ám az még jobban, hogy Percy elmeséli, észrevett egy különös dolgot. Méghozzá, sok orvos részt vett egy bizonyos hajóúton, aztán visszatérve feladták a praxisukat és a Juan klinikára mentek el dolgozni.
Adam a számítógépében dr. Vendermer adatait olvassa, hogy meggyőződjön Jennifer orvosáról, később pedig meg is látogatja az orvost, hogy a gyógyszereket reklámozza neki, de a doktor nyomatékosan ellenzi azok használatát. Gyanúja felerősödik, mikor tudomást szerez egy orvosról, pont olyanról, mint amilyenről Percy mesélt neki. Hajóút, furcsa viselkedés, praxis dobva, irány a Juan klinika! Úgy dönt, felkeresi főnökét, hogy érdeklődjön a hajóutakról. Bill azonban nyugodtan közli, nem ezzel kéne foglalkoznia.
Hiába várta Percy hívását, nem került elő napokon belül. Ezért meglátogatja a lakásán, de nem engedik be, így kénytelen betörni oda, viszont ott rátámadnak. Hamar tisztázódik a helyzet, a család fogadta fel a férfit, hogy keresse meg Percy el rablóját, ha erről van szó.
Jennifer a szokásos vizsgálatán megtudja, valószínű fiúk lesz. A reggeli rosszullétei miatt panaszkodik orvosának, hogy adjon valamit, hogy elmulassza, és a doktor Pregdolent ad neki, amit korábban teljes bedobással ellenzett! A nővérek is furcsállják a viselkedését, Jennifer pedig nagyon örül neki, hogy végre foglalkozik vele valaki. Ezzel szemben lecsügged, mert az orvos bejelenti legközelebb a Juan klinikán keresheti fel…
Mi folyik itt? – kérdezi Adam, mikor megtudja Jennifertől a kórházban történteket. Hirtelen bedühödik, mert meglátja, az orvos mit adott feleségének. Jennifer nem bírja tovább férje erőszakosságát, ezért elutazik szüleihez.
Felkeresi Christine-t, a recepcióst, hogy dr. Vandermerrel mi történt, észre vett e valamit. A nő ugyanazt mondja el, amit Jennifertől már tudott. Muszáj volt meglátogatnia, ezért elment a Juan klinikára, hogy beszélhessen az orvossal. Igaza volt mindenkinek: Megváltozott. Egy nagyon aggasztja. Esti telefonálásából megtudja Mrs. Carsontól, hogy lánya reggel bent volt a kórházban, de ezt az orvos nem említette. Adam egyre jobban érzi, a Juan klinika körül valami nincs rendjén.
Hamis útlevél, jogosítvány, kész az útra. Felszáll a Fjordra, hogy utána járjon végre ennek a dolognak. Feleségével eltávolodtak, pontosan emiatt akarja, és gyereke miatt akarja megfejteni ezt az ügyet. Indulás előtt még benéz a klinikára, ahol Jennifernek azt mondták, szintén Down-kóros a fia. Csak azért is látni akarta az eredményeket, nem hitt az orvos szavának. Igaza is volt: kicserélték a vizsgálatok papírjait. Ahelyett, hogy felesége mellett maradt volna, felszállt a hajóra. Ott megismerkedett pár emberrel, pl.: Alan Jacksonnal, aki ortopéd orvos. 
A hajón furcsa dolgok történnek: először mindenkivel megetetnek valami sárga bogyót, az orvosok fáradtan aludni térnek, ami rendben is volna, no de mint Alan esetében jó pár napba telne? A vacsora, a víz, minden mérgezett, és végül Adam is elszunyókál. Később megismerkedik egy spanyol kiejtésű férfival, Joséval, aki ételeket és vizet csempész neki. Maga az előadás remek, de nem hagyja nyugodni Alan hirtelen eltűnése, és hirtelen visszatalálása. Egyik este egy táncosnő ajánlja fel szolgálatait, és akkor meglátja, hogy a nő fején hegek vannak. Este tettetve, hogy a sárga pirulák megtették a hatásait, a nő elhurcolja egy szobába, ahol az orvosokat egy székbe ültetve, egy kis filmet nézetve velük kimossák az agyukat! Beprogramozzák őket, hogy melyik a jó, és melyik a nem jó gyógyszer. Egy Arolen hadsereg… Adamnak végül sikerül kijutnia, még mielőtt ő is beült volna oda, és elrejtőzik Josénál.
Jennifer megismételteti a vizsgálatokat, s kiderül az orvos nem tévedett. A nő rászánja magát az abortuszra.
José kijuttatja a hajóról, méghozzá egy kukaszállító kocsi segítségével. Adam rohan a reptérre, hogy eljusson a kórházba, nehogy még Jennifer valami ostobaságot tegyen. Ott sikerül, az ügyvédjével együtt leállítani mindent, ám senki nem hisz neki. Se Jennifer, se apja, se az ügyvéd, se az orvos. Eldönti, egyetlen hely van, ahol mindenre megkapja a választ: Puerto Ricó.
Készségesen rendelkezésére álltak az Arolennél, mikor közölte, mégiscsak elmegy arra a vezetői képzésre. Ott mindenkivel megismerkedik, majd körbevezetik az épületben. Bármennyire is akarta, csak másnap került sor arra, hogy a kórházat megnézzék. A betegek közt menetelve azt hiszi szívrohamot kap és menten összeesik, mikor meglátja ki fekszik előtte, feje bekötve, valószínű agyműtétet végeztek rajta, meg se moccan, ő volt az, Alan Jackson!
Már tudta, mi legyen a bizonyíték! Az esti műtéthez nem kapott engedélyt, hogy részt vehessen, ezért kénytelen volt besurranni oda és kicsempészni Alant. A kórházban hamar rájönnek, hogy egyvalaki eltűnt, és Conforminnal teli fecskendőkkel végig kezdték járni az egész területet, ami az Arolenhez tartozott. Végül valaki rájuk talál a liftben, amint épp menekülni akarnak. Adam leszúrja őt a fecskendővel, és az a gyógyszer rögtön megölte. Akkor látta csak, ki volt az: Percy Harmon átoperálva!
Egy hajó segítségével kijutottak a területről, ám nem számolt Adam azzal, hogy Alan agyába különféle elektródákat bármikor működésbe lehet hozni. Igaz nem kipróbált prototípus, ezért nem érzékeli annyira az elektróda a jelzéseket, de pusztítani képes. Már a reptéren voltak (hajós kellemetlenség után Adam százszorosan vigyázva), mikor egyenruhás dolgozók rájuk támadnak. Az elektróda épp akkor lett beüzemelve, így Alan, azt se tudva, mit csinál megölte a két gondozót. Adam csak úgy tudta lenyugtatni, hogy beadta neki a fecskendőt, ami a támadóknál volt.
Sikerül feljutniuk a gépre, onnan pedig egyenesen édesapjához mentek. Apja meg volt döbbenve a hallottakon. A bizonyíték elég volt ahhoz, hogy most már átlásson az Arolen hálóján.
Utóhang: Jennifer egy egészséges kisfiúnak adott életet. De nem csak ez a csodálatos dolog történt. Adam édesapja megbékélt, s igazi nagypapaként, fia karjában sírva ott várt a kórházban, hogy végre megpillanthassa unokáját.
|  | Itt a vége a cselekmény részletezésének! |

## Magyarul
- Agymosás. Regény; ford. Fencsik Flóra; Árkádia, Bp., 1988

## Idézet
Percy megérezte Adam rosszallását, és hozzátette: – Hogy egészen őszinte legyek, örülök, hogy elkerülök a szakmának erről az eladói részéről.
– Miért?
Percy felsóhajtott: – Nem tudom, mennyit mondhatok el neked erről. Nem akarom letörni a lelkesedésedet. De fura dolgok zajlanak a területemen. Például: néhány orvost, akiket rendszeresen látogattam, levettek az üzletkötői névsoromról. Kezdetben azt gondoltam, hogy elköltöztek vagy meghaltak, de azután megtudtam, hogy nagy részük részt vett egy Arolen konferencia-sétahajóúton, visszatért, föladta praxisát, hogy a Juan-klinikára menjen.